# Edmund Butler (2e vicomte Mountgarret)
Edmund Butler, 2e vicomte Mountgarret (c. 1562 - 1602), est le fils de Richard Butler (1er vicomte Mountgarret) et Eleanor Butler .

## Mariage et enfants
Il épouse Grany, Grania ou Grizzel FitzPatrick, fille de Barnaby Fitzpatrick (1er baron d'Upper Ossory) ,.
Ils ont :
- Richard Butler (3e vicomte Mountgarret) (en) (1578 - 1651) 
- Helen Butler, qui épouse son cousin germain, Walter Butler (11e comte d'Ormonde) (en)
- Anne Butler, qui épouse Edward Butler, 1er vicomte Galmoye 
- Margaret Butler, qui épouse Oliver Grace de Carney, comté de Tipperary 

Sa sœur Eleanor épouse Thomas Butler, 4e baron Cahir.